# تاینساید شمالی
تاینساید شمالی (به انگلیسی: North Tyneside) یک کلان‌شهر مستقل در انگلستان است که در تاین و ور واقع شده‌است.

## خواهرخوانده
شهرهای کلایپدا، Halluin، مونشن‌گلادباخ و اور-ارکن‌اشویک خواهرخوانده‌های تاینساید شمالی هستند.